# 그레이브야드 북
《그레이브야드 북》(영어: The Graveyard Book 묘지의 책[*])은 닐 게이먼의 2008년 장편소설이다. 2009년 뉴베리상, 휴고상 수상작으로, 모험심 많은 묘지소년 '노바디'의 이야기를 담은 성장소설이다. 대한민국에는 노블마인에서 나중길 번역으로 출간되었다.